# 莎拉·杰罗尼莫

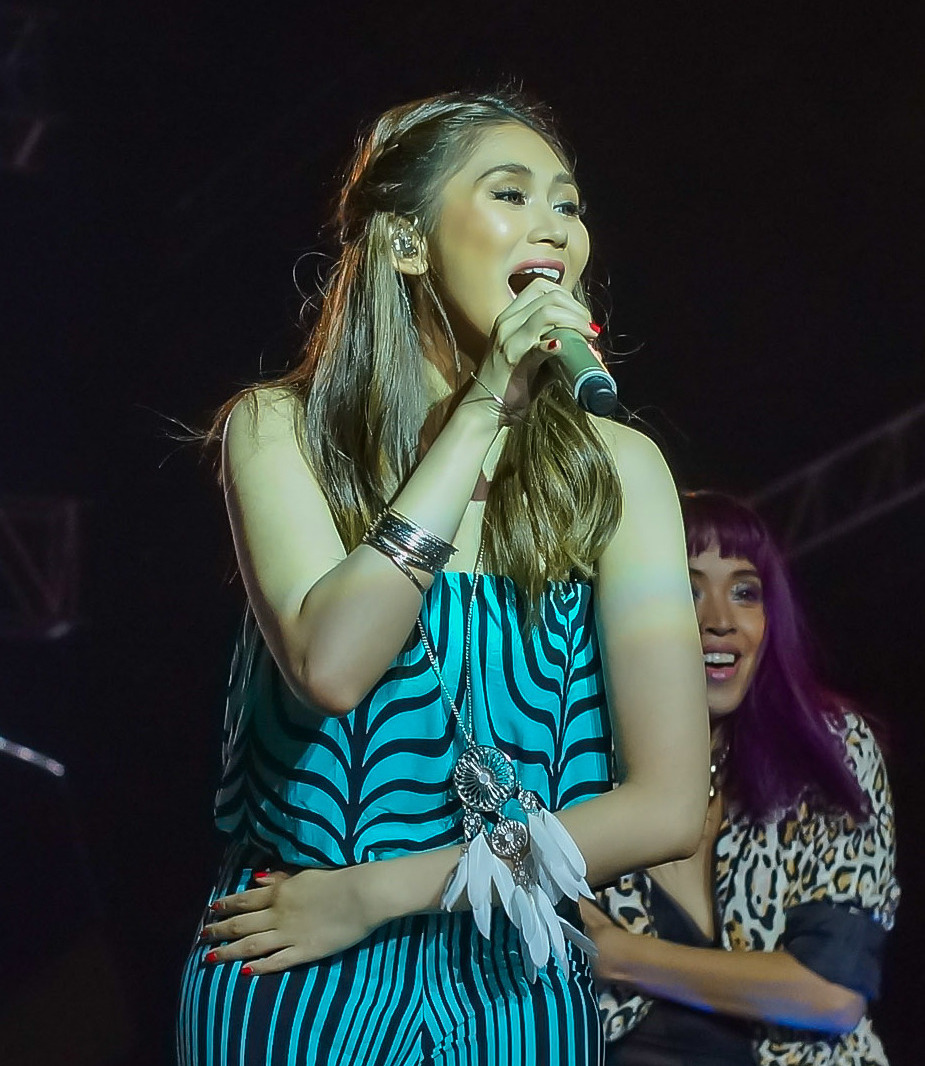
莎拉·杰罗尼莫

莎拉·杰罗尼莫 （1988年7月25日—）是一名菲律宾歌手和演员。两岁时，她就开始唱歌，而且當眾表揚；後來她又参加了几次业余歌唱比赛。 她曾獲得MTV歐洲音樂大獎、世界音乐奖、MAMA大獎， 菲律宾公告牌認為她是2024年度女性。